# Le Cailar
Le Cailar is een gemeente in het Franse departement Gard (regio Occitanie). De plaats maakt deel uit van het arrondissement Nîmes. Le Cailar telde op 1 januari 2022 2.566 inwoners.

## Geografie
De oppervlakte van Le Cailar bedroeg op 1 januari 2022 30,01 vierkante kilometer; de bevolkingsdichtheid was toen 85,5 inwoners per km².

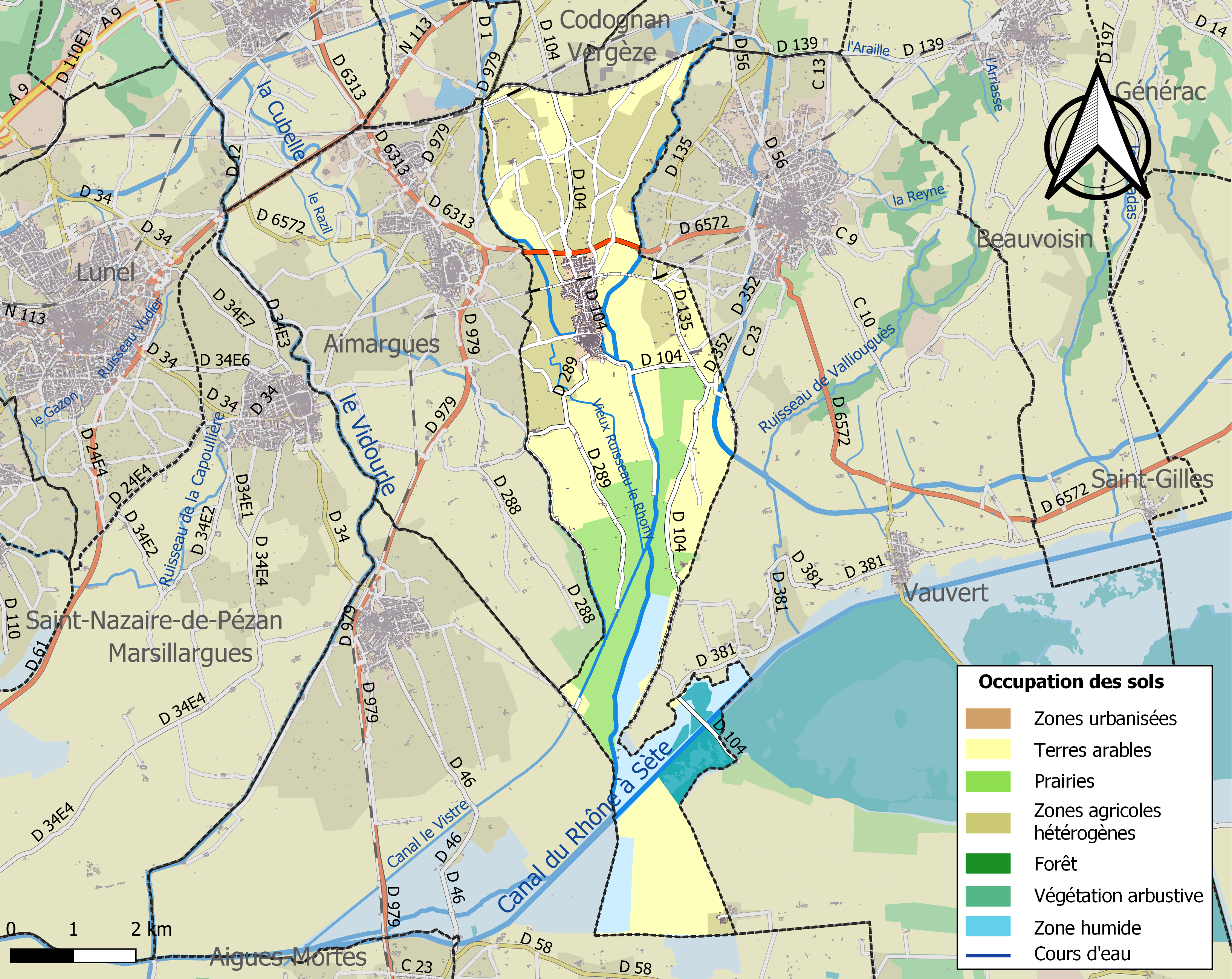
Kaart van de gemeente met belangrijkste infrastructuur, bodemgebruik en omliggende gemeenten

## Verkeer
In de gemeente ligt de spoorweghalte Le Cailar.

## Demografie
Onderstaande figuur toont het verloop van het inwonertal (bron: INSEE-tellingen).